# Шувалово
Шува́лово (рос. Шувалово, ерз. Шувалово) — присілок у складі Лямбірського району Мордовії, Росія. Входить до складу Кривозер'євського сільського поселення.

## Населення
Населення — 186 осіб (2010; 171 у 2002).
Національний склад (станом на 2002 рік):
- татари — 75 %